# Totemizmus
A totemizmus, mint hitvilág azt feltételezi, hogy minden ember rokonságban vagy spirituális kapcsolatban áll egy másik fizikai létezővel, amely lehet állat, növény vagy akármilyen más természeti lény is. A totem az a tárgy, amely a segítő lényt ábrázolja és szimbolizálja.

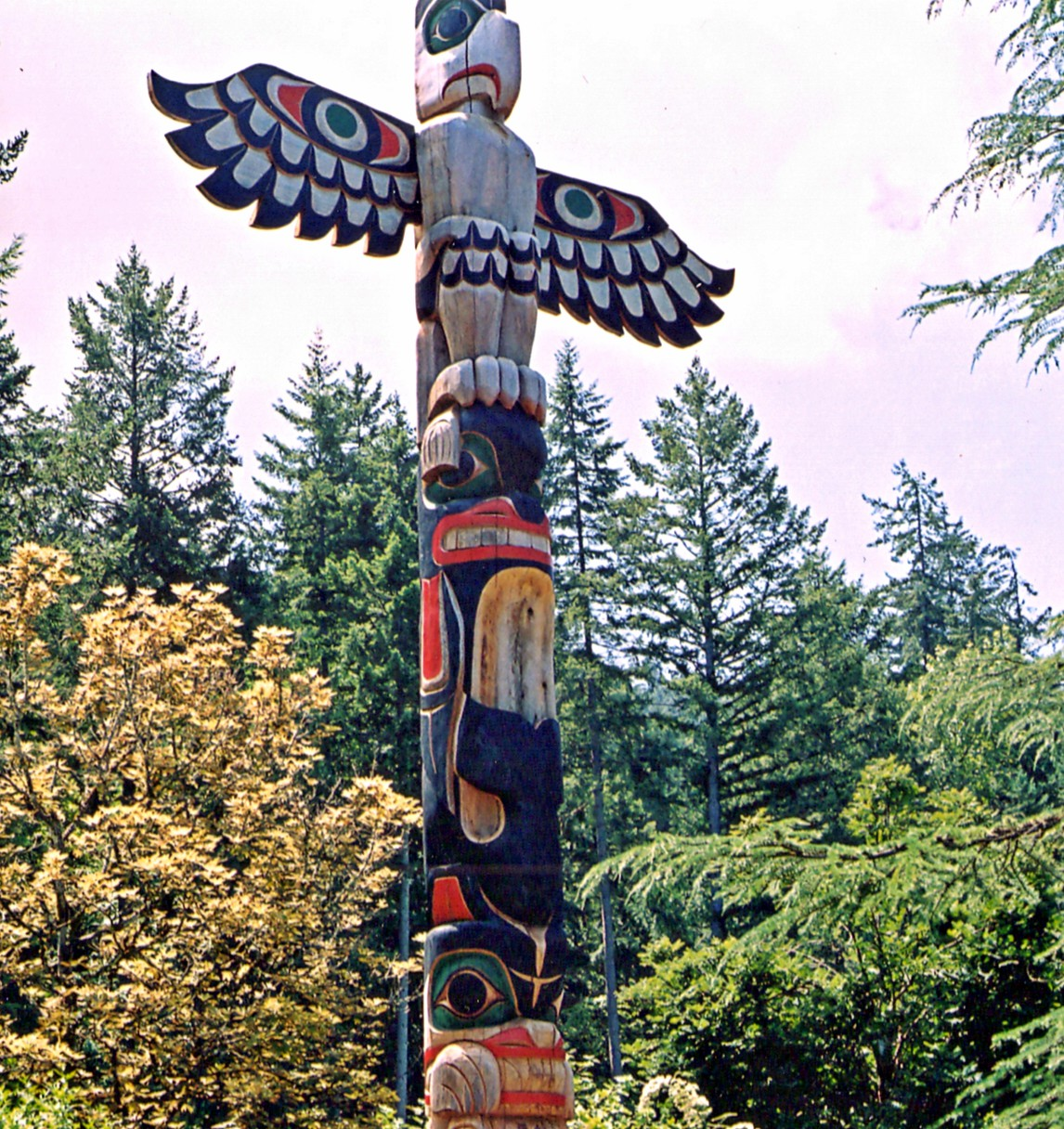
Totemoszlop (British Columbia, Kanada)

A totemizmus nem vallás, noha a totem gyakran megjelenik törzsi rituálékban, valamint mágikus gyakorlatokban, és gyakran keveredik más hitvilágokkal, mint az ősimádattal vagy az animizmussal.
A totem szót a néprajz tágabb értelemben is használja, általában törzsjelet értenek rajta, és ezekből fejlődtek ki a családi- és országcímerek is. A totem egyúttal az illető törzs nevét is jelenthette, s minthogy e törzsek többnyire valamelyik állat nevével jelölték magukat, így annak rajzolata az illető állatnak a kezdetleges képét jeleníti meg.

## Etimológia
A totem az algonkin indiánok közé tartozó ojibwák ototeman szavából ered, amely valakinek a testvérét jelenti. Az ototeman szó pedig az ote (törzs, nemzetség) származéka, amely vértestvérségre utal.
A totem szót a 18. század végén egy brit származású kereskedő vezette be az angol nyelvbe, aki tévesen úgy gondolta, hogy ez a lény valakinek a személyes védelmezőszelleme, aki néha állatalakban tűnik fel.

## Totem és fétis
A fétis egy olyan tárgy, amelyen keresztül bizonyos hiedelmek szerint titokzatos, természetfeletti erő (mana) nyilvánul meg. Ezzel szemben a totem csupán egy szimbólum, amely megköveteli a tiszteletet és valamilyen szintű félelmet is. Esetenként szintén természetfeletti erőt tulajdonítottak neki.
A totemállataikat a természeti népek a törzsük ősének tekintették, s emiatt azok kultikus tiszteletnek örvendtek.
Általában tilos volt az ábrázolt lény megölése, elfogyasztása, de gyakran még az érintése is.

## Történelem
A totemizmus az észak-szibériai népeknél, az ainóknál és sok észak-amerikai indián törzseknél igen elterjedt volt, de még az ókori görögöknél is megtalálható volt a medvetisztelet, valamint az egész földön széles körben elterjedt volt a kígyótisztelet is.
Észak-Amerikában a totemizmus jellegzetes szertartásai voltak az álarcos táncok, amelyeknek résztvevői totemeik képébe öltözve jelentek meg.  A mai Kanada területén élő ojibwa törzs 23 nemzetségből állt, amelyek mindegyikének saját, állatot jelképező totemje volt (farkas, medve, hód, ponty, kacsa, kígyó stb.)
Észak-Amerika őslakos népein túl megtalálható volt más népeknél is, mint például Amazónia indiánjainál, Ausztrália és Pápua Új-Guinea bennszülöttjeinél vagy Afrika egyes népeinél (pl. dinkák, cvanák stb.)  Ghánában növény is szolgált totemül, mint pl. a fügefa és a kukorica.